# Guy-Jean-Baptiste Target

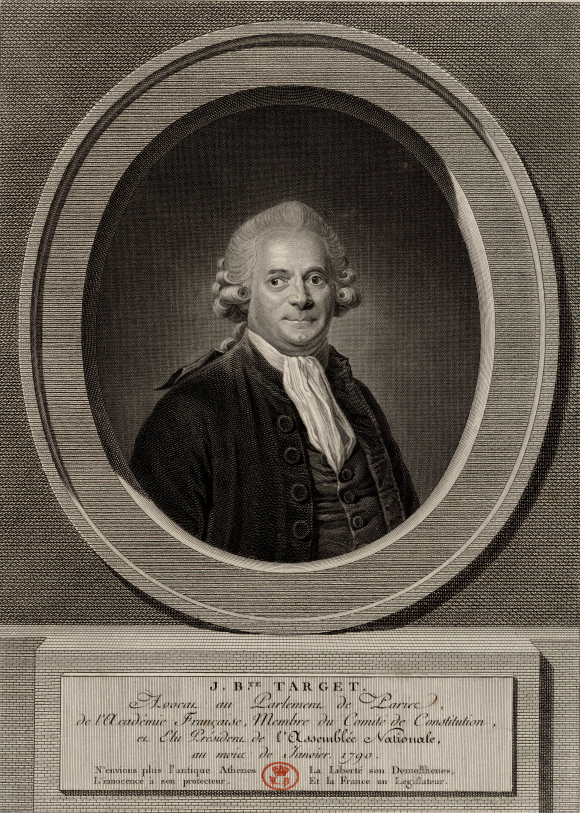
Guy-Jean-Baptiste Target

Guy-Jean-Baptiste Target (Parijs, 17 december 1733 – Les Molières (Essonne), 7 september 1807) was een advocaat, strafrechthervormer en Frans politicus.

## Biografie
Zijn vader was een advocaat aan het Parlement van Parijs. Hij werd beroemd door zijn raadgevende rol bij het tot stand komen van allerlei wetteksten. Hij speelde een belangrijke rol bij het opstellen van de code pénal de 1810 en de code civil van Napoleon.
In 1785 werd Target verkozen tot lid van de Académie française.